# Somsois
Somsois är en kommun i departementet Marne i regionen Grand Est (tidigare regionen Champagne-Ardenne) i nordöstra Frankrike. Kommunen ligger i kantonen Sompuis som tillhör arrondissementet Vitry-le-François. År 2022 hade Somsois 192 invånare.

## Befolkningsutveckling
Antalet invånare i kommunen Somsois
| Referens: INSEE |